# Зебо, Саймон
Саймон Роберт Зебо (англ. Simon Robert Zebo, родился 16 марта 1990 года в Корке) — ирландский профессиональный регбист, выступающий за «Манстер» и сборную Ирландии на позициях винга и фулбэка. В 2013 году был вызван в состав «Британских и ирландских львов». Рекордсмен клуба «Манстер» по числу занесённых попыток.

## Манстер
Саймон Зебо дебютировал за клуб 18 апреля 2010 года в матче Кельтской лиги против «Коннахта», в котором получил жёлтую карточку за намеренную игру вперёд. Первую попытку занёс год спустя во встрече с «Лланелли Скарлетс» и получил звание лучшего игрока матча. В том же сезоне отметился ещё раз, в последнем матче регулярной части первенства огорчив «Коннахт».
В сезоне 2011—2012 стал важным игроком в команде и приземлил 12 попыток в 23 матчах. На европейской арене дебютировал 10 декабря 2011 года в матче Кубка Хейнекен против «Скарлетс». Спустя полтора месяца отметился первым хет-триком в карьере в игре c «Нортгемптон Сэйнтс», за что был назван игроком матча. В следующей встрече против «Бенеттона» сделал дубль и получил жёлтую карточку.
В январе 2013 года подписал с Ирландским регбийным союзом и клубом новый трёхлетний контракт. Через две недели, практически ровно через год после первого, Зебо оформил свой второй хет-трик в карьере и в очередной раз стал игроком матча, на этот раз с «Расингом». По результатам сезона регбист был назван игроком года по версии болельщиков и лучшим молодым игроком «Манстера», а также номинирован на звание лучшего игрока клуба.
В октябрьском матче нового сезона против «Эдинбурга» сезона Зебо получил травму ноги и выбыл на 10 недель. По возвращении в строй в январе 2014 года регбист заносил попытки в четырёх матчах подряд, в том числе сделал дубль во встрече с «Цебре». Игрок принял активное участие в европейской кампании того сезона и занёс попытки в четвертьфинале с «Тулузой» и полуфинале с «Тулоном».
В сезоне 2014—2015 вновь стал в клубе на первых ролях и занёс 11 попыток в 20 матчах. Зебо сделал свой очередной хет-трик в игре с «Цебре» и снова стал игроком матча. Спустя полгода он во второй раз за сезон получает это почётное звание после дубля «Сейл Шаркс» в Кубке европейских чемпионов, пришедшем на смену Кубка Хейнекен. В полуфинале плей-офф Про12 того сезона Саймон приземлил важнейшую попытку во встрече с «Оспрейз», закончившейся победой 21:18.
Новый сезон начал с попытки «Ольстеру» в октябре. В январе занёс попытку «Стад Франсе» и по их количеству сравнялся с рекордсменом клуба — Энтони Хорганом. Первого февраля подписал с «Манстером» новое двухлетнее соглашение. В конце марта Зебо сделал дубль в матче с «Цебре» и стал абсолютным рекордсменом клуба по попыткам. 16 апреля вышел в красной регбийке в сотый раз за карьеру, что отпраздновал очередной попыткой.
В первом же матче сезона 2016—2017 против «Скарлетс» получил трещину в ребре и выбыл на месяц. По возвращении в строй занёс свою первую попытку в сезоне, вновь «Цебре».

## Международная карьера

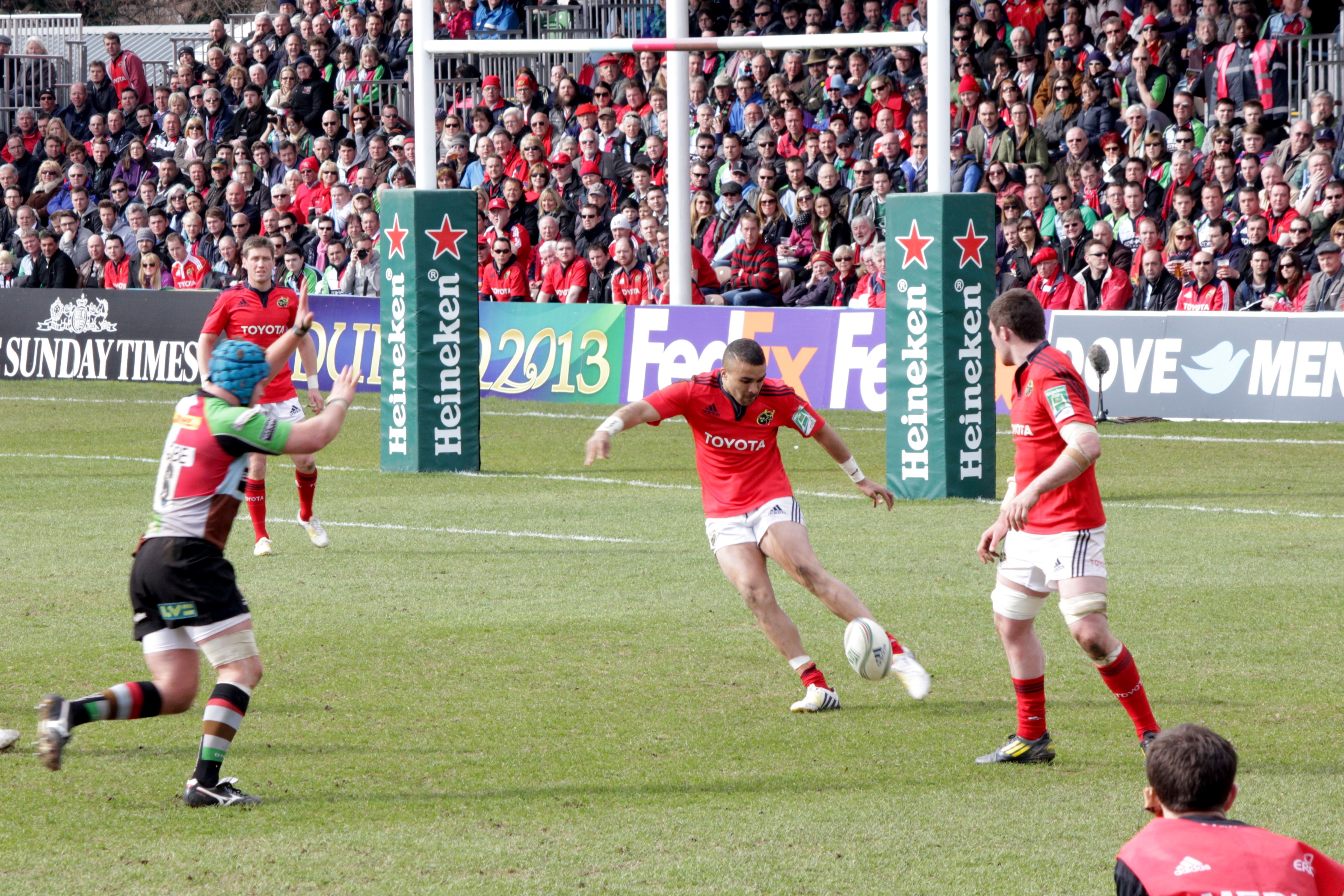
Саймон Зебо выбивает мяч во встрече «Манстер» — «Харлекуинс», 2013 год.

### Ирландия
Зебо дебютировал за сборную Ирландии 9 июня 2012 года в проигранном тестовом матче с «Олл Блэкс». Свою первую попытку занёс через несколько месяцев в тестовой встрече со сборной Аргентины. На Кубке шести наций дебютировал в 2013 году, приземлив попытку в первом матче с Уэльсом. В следующем матче против англичан получил перелом стопы и в турнире больше не сыграл. На Кубке шести наций 2015 сыграл в четырёх из пяти матчей и помог сборной в выиграть второй турнир подряд.
24 июня попал в расширенный состав сборной на чемпионат мира и в августовских тестовых матчах сумел занести по попытке Уэльсу и Шотландии. Результативные действия в этих матчах обеспечили игроку место и в финальной заявке на турнир. На чемпионате мира игрок вышел на поле в трёх матчах — с Канадой, Румынией и Италией, но попыток не занёс.

### Британские и ирландские львы
В 2013 Зебо был вызван в состав «Британских и ирландских львов» в качестве замены травмированного Томми Боу. В момент вызова он находился в Хьюстоне со сборной Ирландии и за день до этого провёл полный матч со сборной США. В турне регбист провёл три матча против «Уаратаз», «Брамбиз» и «Мельбурн Ребелс», но попыток занести ни в одном из них не сумел.

## Достижения

### Командные достижения
Кубок шести наций
- Победитель: 2015.

### Индивидуальные достижения
- Лучший игрок 2013 года в Ирландии по версии болельщиков[9];
- Лучший молодой игрок «Манстера» 2013 года[10];
- Рекордсмен клуба по количеству занесённых попыток[39].

## Личная жизнь
Отец Саймона, Артюр Зебо, уроженец Мартиники и представлял Францию на соревнованиях высшего уровня по лёгкой атлетике. Старшая сестра Саймона, Джессика, выступала за женскую сборную Ирландии по хёрлингу. В 2015 году у Саймона и его девушки Эльвиры Фернандес родился сын, которого назвали Джейкобом.